# 刻叶紫堇
刻叶紫堇（学名：Corydalis incisa）为罂粟科紫堇属下的一个种。

## 扩展阅读
- 維基物種上的相關：刻叶紫堇